# Crni orao
Crni orao (Ruski:Чёрный Орёл, Chyorny Oryol, ili Obyekt 640) je prototip ruskog glavnog borbenog tenka. Razvijen je kasnih 1990-ih od strane KBTM-a u Omsku. Konačna koncepcija tenka nikad nije javno prikazana i ne zna se dali je razvoj nastavljen ili prekinut. Black Eagle demonstrira smjer ruskih dizajnera u razvoju budućeg modernog tenka.   

## Razvoj
Razvoj je počeo tijekom 1980-ih, kada je dizajnerski tim Lenjingrad Kirov Planta (LKZ) razvio novi izgled temeljen na T-80U tenku. Kasnije je tim propao i dokumentacija i nacrti su preneseni u KBTM u Omsk. 
Prvi model u prirodnoj veličini je demonstriran na VTTV vojnoj izložbi u Omsku u rujnu 1997. Pokazalo se da je na tijelo tenka T-80U postavljena velika kupola s topom.

## Vanjske poveznice
- (en) Black Eagle MBT